# Штюбер

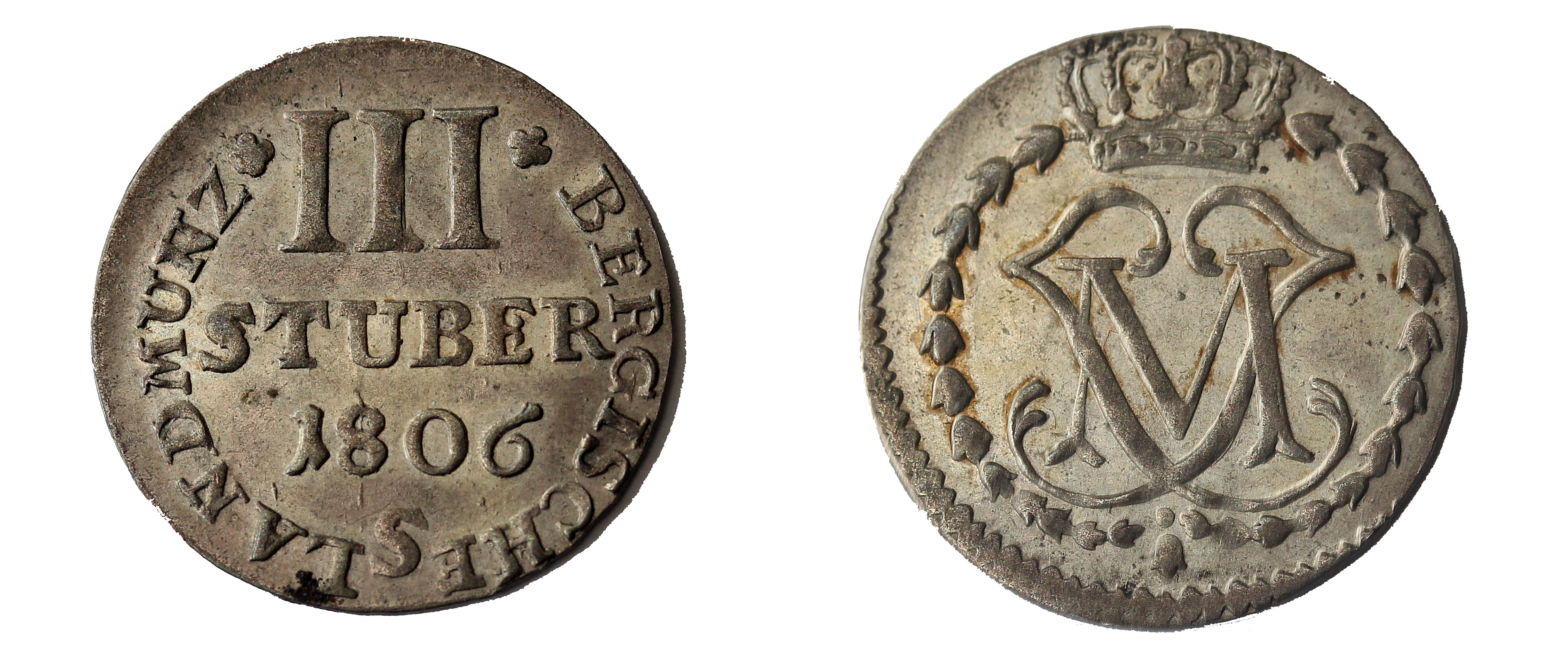
3 штюбера герцогства Берг (под властью короля Баварии Максимилиана Иосифа, 1806)

Штюбер или стубер (нем. Stüber, сокращённо stbr) — мелкая биллонная (позже — медная) монета, чеканившаяся в государствах на северо-западе Священной Римской империи германской нации (преимущественно на территориях современной федеральной земли ФРГ Северный Рейн-Вестфалия и в Восточной Фризии) примерно с конца XV до начала XIX века.

## История

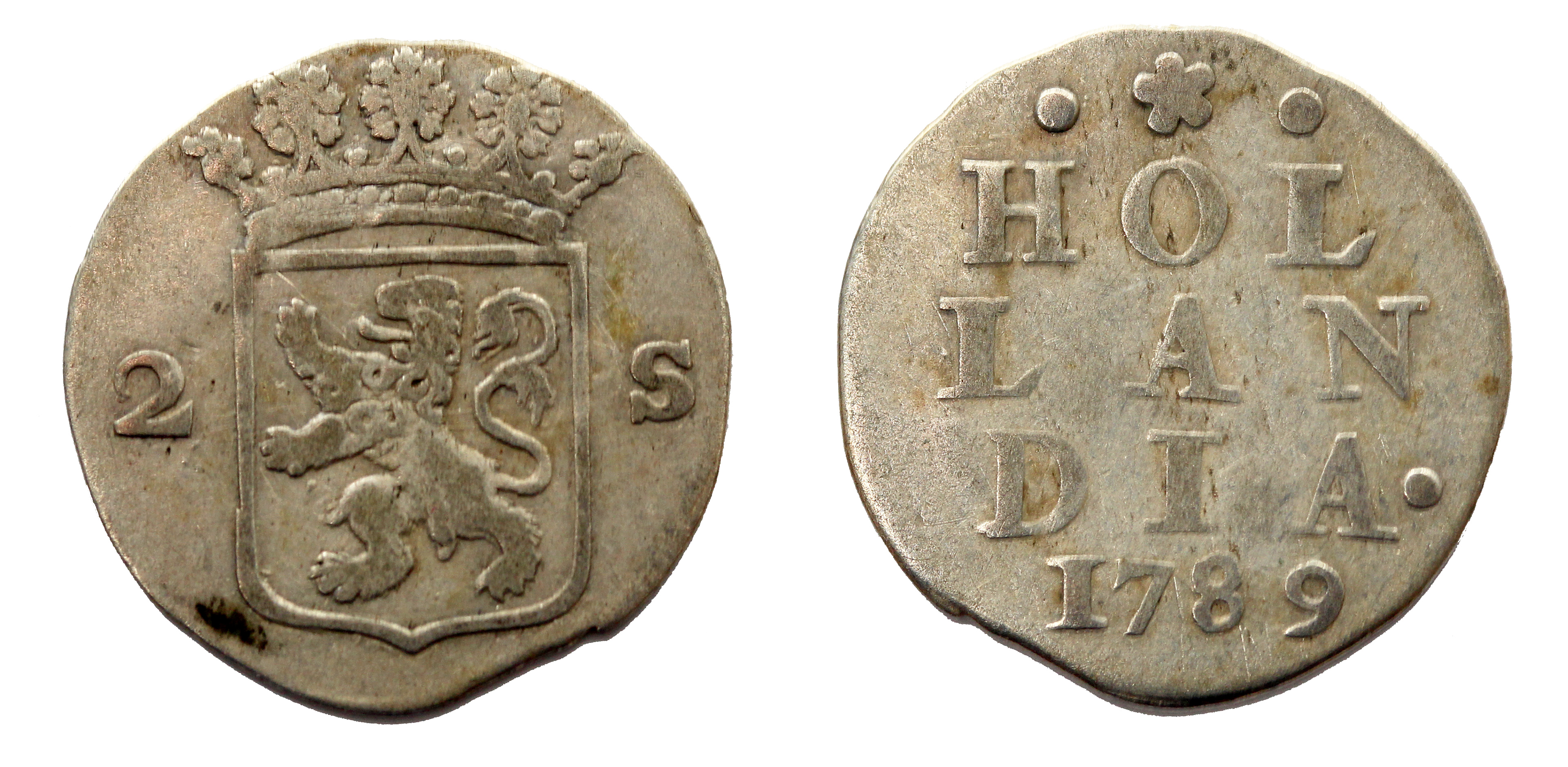
2 голландских стювера — прообраза штюверов

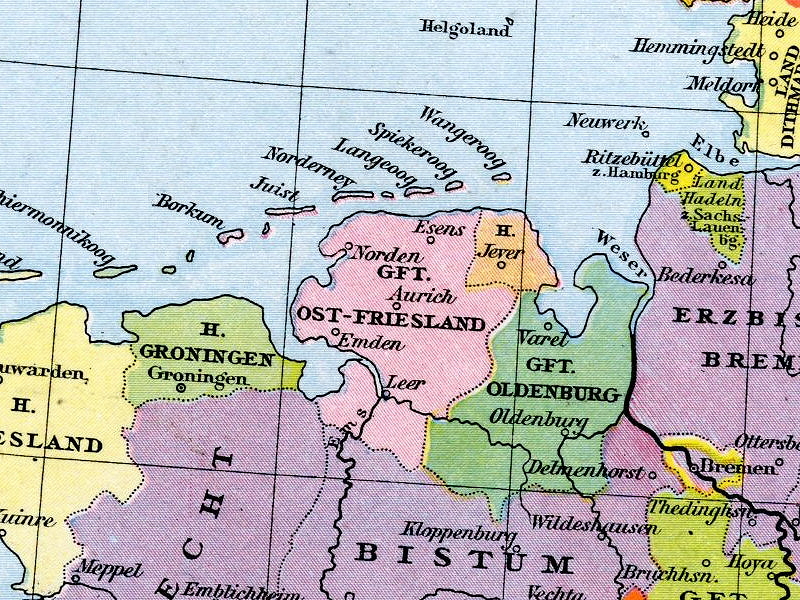
Восточная Фризия (розовая), Евер (оранжевый), Ольденбург (зелёный) и Гронинген (светло-зелёный) в начале XVI века

Название штюберов восходит к голландским серебряным монетам — стюверам (нидерл. stuiver), а те, в свою очередь, — к голландскому слову «stuiven» («искры»). Будучи до введения десятичной системы одной из важнейших мелких монет Нидерландов, благодаря их экономическому влиянию стювер начал распространяться и за пределами страны.

### Восточная Фризия
К концу XV века Фризия была разделена. Западная Фризия, включавшая крупный торговый город Гронинген. входила в состав Нидерландов, в то время как на Восточно-Фризском полуострове находились графство Восточная Фризия, владение Еверское и графство Ольденбург. В западной (нидерландской) Фризии во второй половине 15 века имели хождение «белые» (бургундские) и «чёрные» (гронингенские) стюверы. В 1491 году в Гронингене был принят новый монетный ордонанс. Основой серебряной монетной системы становились новые гронингенские стюверы образца 1491 года. Официально они должны были содержать около 1,3 грамма чистого серебра, однако фактически его содержание было немного ниже.

#### Графство Восточная Фризия и Эмден
К этому же 1491 году относится и первое известное упоминание немецких штюверов. Энно I, граф Восточной Фризии, пытаясь бороться с ухудшением денег, провёл денежную реформу и гармонизировал монетную систему графства с западной Фризией. В основу системы вместо эмденского гротена была положена новая единица — Stuver Emder und Groeninger («штювер эмденский и гронингенский»), оценивавшийся в 6 виттенов. Один рейнский золотой гульден оценивался в 24 штюбера. Под названием «йегер» («Jäger») упоминались также двойные штюберы, равные одному снапхану. При этом штювер оставался исключительно денежно-счётной единицей — несмотря на то, что достоинство других монет оценивалось в штюберах, самих монет подобного достоинства не чеканилось.
Наряду с гронинегнскими штюверами с начала XVI века определённую роль играли и брабантские. Около 1550 года активные боевые действия в Нидерландах привели к появлению большого числа беженцев на территории восточно-фризского полуострова. Включавшая в себя немалое количество зажиточных граждан, эта волна принесла с собой огромное количество брабантских штюверов. Оценённые в 10 виттенов, они стали связующим звеном между 20-виттеновыми шафами (Schaaf) и 5-виттеновыми цифертами (Zyfert). После того, как в 1561 году в Евере началась чеканка рестрайков брабантских штюверов, в 1568 году под названием Emder brabants Stuiver («эмденский брабанский штювер») монеты такого достоинства стали чеканить и в восточнофризском графстве.
Наряду с монетами достоинством в один штюбер в Эмдене выпускались также двойные («шаф») и тройные (Flindrich, «флиндрих») штюберы, а также монеты в ½ штюбера («циферт») и в ¼ штюбера (Örtchen, «эртхен»). На аверсе эмденских штюберов года был изображён гербовый щит с гарпиями — символом правящего дома Кирксена, на реверсе — небольшой, предположительно цветочный, крест. С 1568 года на обратной стороне монет появился крест с державой и число 60, указывавшее на достоинство монеты (1/60 рейхсталера). С 1600 года на обратной стороне вновь изображался цветочный крест. Первоначально стоимость штюбера составляла 4 пфеннига, 1/6 шиллинга или 1/20 золотого гульдена. В конце XVI века стоимость эмденских штюберов колебалась на уровне 1/24 золотого гульдена, позже снизилась до 1/30.

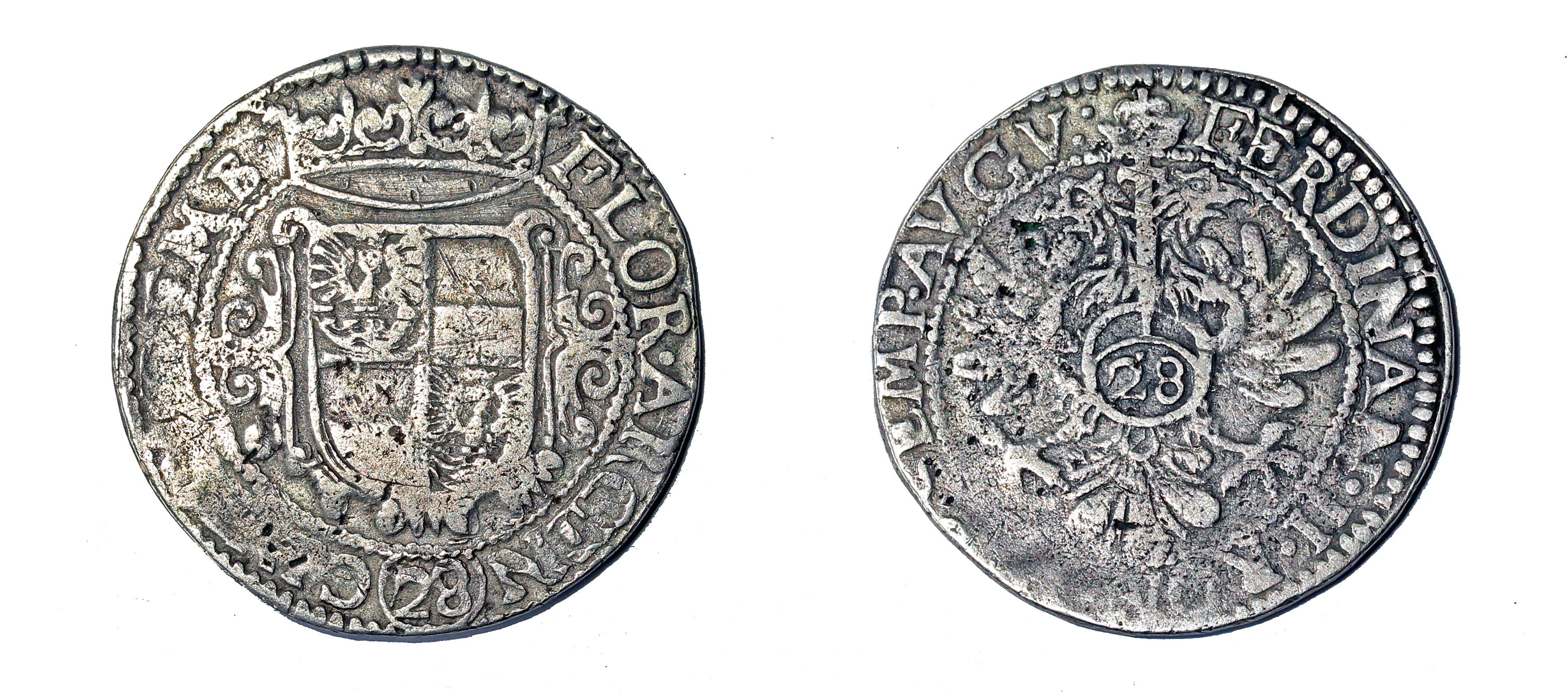
Эмденский гульден достоинством в 28 штюберов

К концу XVI века Эмден стал крупным торговым портом. Однако перемирие между восставшими Нидерландами и Испанией и, как следствие, снятие блокады нидерландских портов, привели к массовому возврату голландских беженцев на родину, что, в свою очередь, негативно сказалось на экономическом состоянии города. Эдцард II попытался скомпенсировать уменьшившиеся доходы традиционным для эпохи методом — повышением налогов. На это наложились религиозные противоречия — в Эмдене был распространён кальвинизм, а Эдцард исповедовал лютеранство. В результате в 1595 году в ходе Эмденской революции Эдцард был изгнан из города и вынужден был перенести свою столицу в Аурих. Эмден же де-факто стал свободным имперским городом, хотя де-юре всё ещё входил в состав графства. В 1623 году город начал чеканку собственных денег, среди которых преобладали необходимые для торговли крупные курантные монеты и дукаты. Среди прочего там чеканились серебряные монеты достоинством в два и 6 штюберов, а также гульдены достоинством в 28 штюберов. На их реверсе, подражая монетам свободных имперских городов, изображался имперский орёл в короне. Восточнофризские графы (позже — князья) считали эмденскую чеканку незаконной и по мере сил боролись с ней. К 1695 году чеканка монет в Эмдене сошла на нет.
Начало чеканки городских монет в Эмдене привело к том, что восточнофризские графы в 1631 году были попытались перенести чеканку своих монет в Эзенс — столицу Харлигерланда, однако не получили поддержки других государств округа. В 1729 году при князе Георге Альбрехте вместо штюверов началась чеканка мариенгрошей достоинством в 1½ штюбера. Однако их порча во время Семилетней войны привела к тому, что мариенгроши население принимало только как эквивалент штюбера — по 2/3 их номинальной цены. Это привело к банкротству и закрытию Ауриха — основного восточнофризского монетного двора того периода.

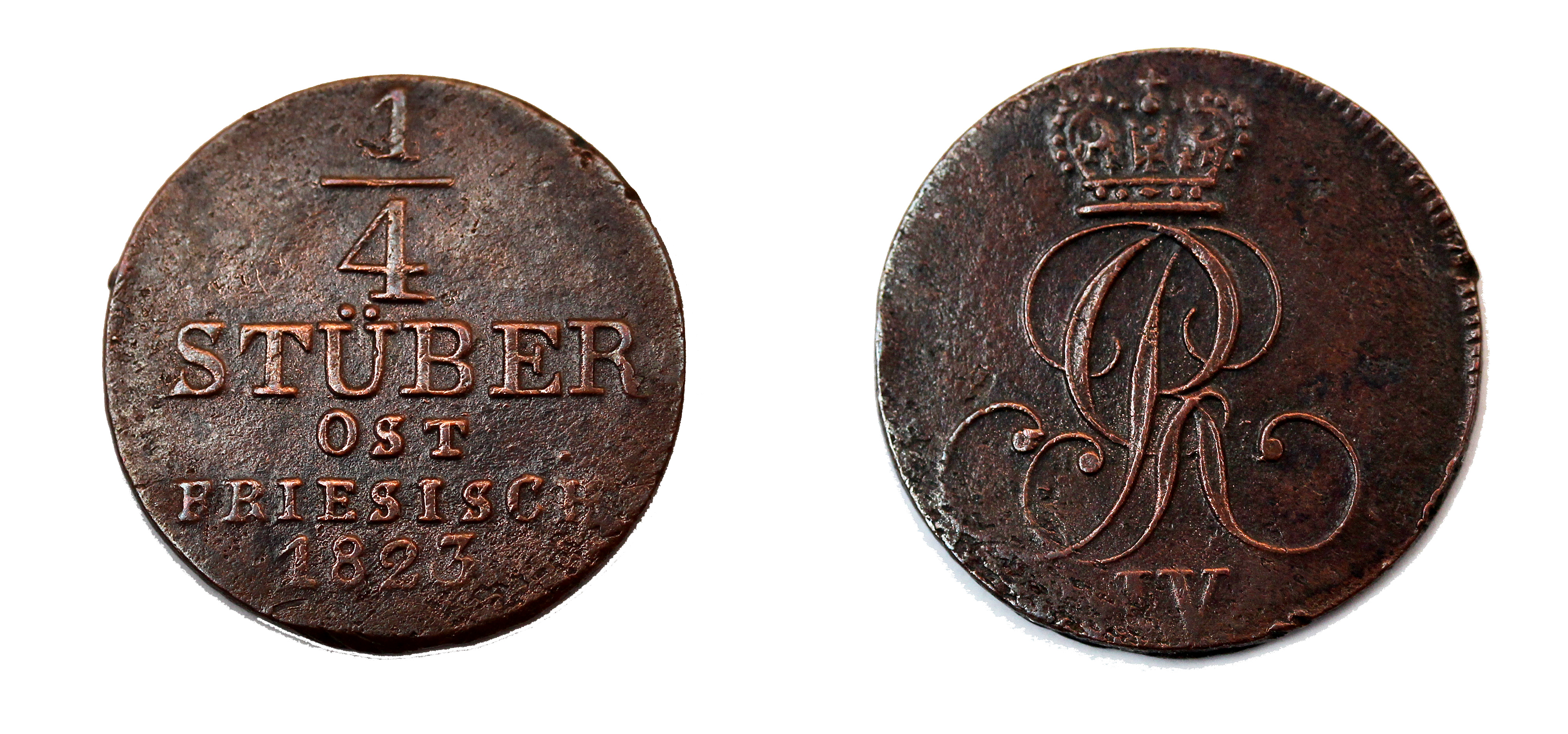
1/4 штюбера Восточной Фризии (под властью короля Ганновера Георга IV, 1823)

После того, как в 25 мая 1744 года скончался, не оставив наследников, сын Георга Альбрехта Карл Эдцард, мужская линия рода графов Кирксена прервалась и территория графства вошла в состав Пруссии. Тем не менее, Пруссия сохранила в восточной Фризии существующую монетную систему, продолжив чеканку мелких монет на берлинском монетном дворе. После наполеоновских войн Восточная Фризия вошла в состав королевства Ганновер, который также не стал менять существовавшую систему. В 1823—1825 годах Ганновер чеканил для Восточной Фризии монеты номиналом в 1/4 (медь), и 1 (биллон) и 2 (биллон) штюбера. На монетах находилась коронованная монограмма GR и римские цифры IV, указывавшие на короля Ганновера Георга IV. Один рейхсталер был равен 54 восточнофризским штюберам. После этого чеканка таких монет прекратилась, однако лишь к 31 декабря 1841 года восточнофризские деньги (в частности, штюверы) были демонетаризованы.

#### Евер и Ольденбург
В 1493 году к монетному союзу Восточной Фризии и Гронингена присоединился Евер, а в 1502 — Ольденбург. Однако вспыхнувший в 1514 году между сыном Энно I Эдцардом I и саксонским герцогом Георгом Бородатым Саксонский конфликт, в котором эти государства защищали интересы противоположных сторон, не способствовал дальнейшему укреплению монетного союза. Когда в 1517 году внезапно скончался опекаемый Ольденбургом единственный сын последнего регента Евера Эдо Вимкена II Кристоф, Эдцард сумел договориться о включении Еверланда в состав личного феода через династический брак одного из его сыновей с одной из дочерей Вимкена. Однако этому браку не суждено было состояться — в 1527 году сын Эдцарда Энно II уведомил сестёр о том, что он не признаёт их прав на Евер, назначает дростом там своего вассала Боинга Ольдерзумского и требует принести ему присягу. Этому воспротивился граф Ольденбургский, не желавший усиления западного соседа. В результате на трон Евера взошла дочь Эдо Вимкен II Мария Еверская.
Для поправки финансового состояния своих владений, Мария приказала построить в Евере новый монетный двор. С 1560 года на нём началась чеканка дукатов, талеров и мелких монет, не отличавшихся высоким содержанием серебра. В 1561 году впервые появились еверские штюберы. Мария чеканила их с еверским гербовым щитом на одной стороне и длинным крестом — на другой. В 1670—1690-х годах на обратной стороне еверских штюберов наряду с длинным крестом тоже стало чеканиться их достоинство. Наряду с целыми чеканились и дробные части — ½ и ¼ штюбера. Большое количество отчеканенных момент привело к тому, что они разошлись не только по Еверу, но и по другим территориям Нижнерейнско-вестфальского имперского округа, а их низкое качество — к многочисленным жалобам как внутри округа, так и за его пределами.
Со смертью Марии 20 февраля 1575 года правящая династия Вимкенов угасла и по завещанию Марии Евер отошёл к ольденбургскому графу Иоганну VII. При нём чеканка монет в Евере была приостановлена, однако была возобновлена при его сыне, графе Антоне Гюнтере. Возобновив в 1614 году деятельность местного монетного двора, он чеканил там серебряные монеты в один, два (в том числе и в форме клиппы) и три («новый флиндрих») штюбера, а также полуштюберы и эртхены. Одну из сторон украшал щит c ольденбургско-дельменхорстско-еверским гербом, а другую — лилейный крест. Аналогично эмденским выпускались также серебряные гульдены достоинством в 28 штюберов. Ольденбургские монеты достоинством в один штюбер и ниже характеризовались достаточно низким качеством — в них использовалось низкопробное серебро, а часто — биллон или даже медь. Отдельных монет специально для Евера в этот период не чеканилось — в обороте находилось ещё достаточное количество монет времён Марии. В то же время борьба с ними в других регионах продолжалась. Так, 6 (16) мая 1667 года Франконский, Баварский и Швабский округа приняли решение о запрете еверских монет.
После смерти Антона Гюнтера 19 июня 1667 года по завещанию Евер отошёл к сыну его сестры Магдалены, Иоганну VI Ангальт-Цербстскому. Тот начал своё правление 20 июня, однако уже 4 июля скончался от ветрянки. Сын Иоганна VI Карл Вильгельм сумел защититься от притязаний унаследовавшего Ольденбург короля Дании и правил Евером до самой своей смерти в 1718 года. При нём в Евере чеканились монеты в ¼, ½, 1, 2 и 3 штюбера, а также (в 1676—1678 годах) талеры достоинством в 40 штюберов. Мелкие монеты Карла Вильгельма также не отличались высоким содержанием серебра. В связи с этим датский король сначала ограничил их стоимость в Ольденбурге в 1685 года (один еверский штюбер мог приниматься по цене не выше одного гротена), а в 1691 году — полностью запретил. Этот запрет был повторно объявлен 12 марта 1692 года, после чего многократно повторядлся до 1717 года.
В дальнейшем чеканка штюберов в Евере прекратилась до конца XVII века. После того, как 3 марта 1793 года скончался Фридрих Август Ангальт-Цербстский, Евер перешёл к его сестре Софии Августе Фредерике Ангальт-Цербстской, более известной как императрица всероссийская Екатерина II. Екатерина назначила регентом вдову Фридриха Августа Фридерику Августу Софию Ангальт-Бернбургскую, которая осталась регентом и при Павле I, и при Александре I. При Фридерике Августе были отчеканены монеты в ¼ (1799), 1 и 2 (1798) штюбера. В отличие от еверских талеров того же периода, чеканившихся с российским двуглавым орлом, на аверсе штюберов изображался еверский лев в короне на немецком гербовом щите. После окончания Наполеоновских войн Фридерика Августа продолжала управлять Евером, пока в 1818 году он не был присоединён к великому герцогству Ольденбургскому.

### Прирейнские государства

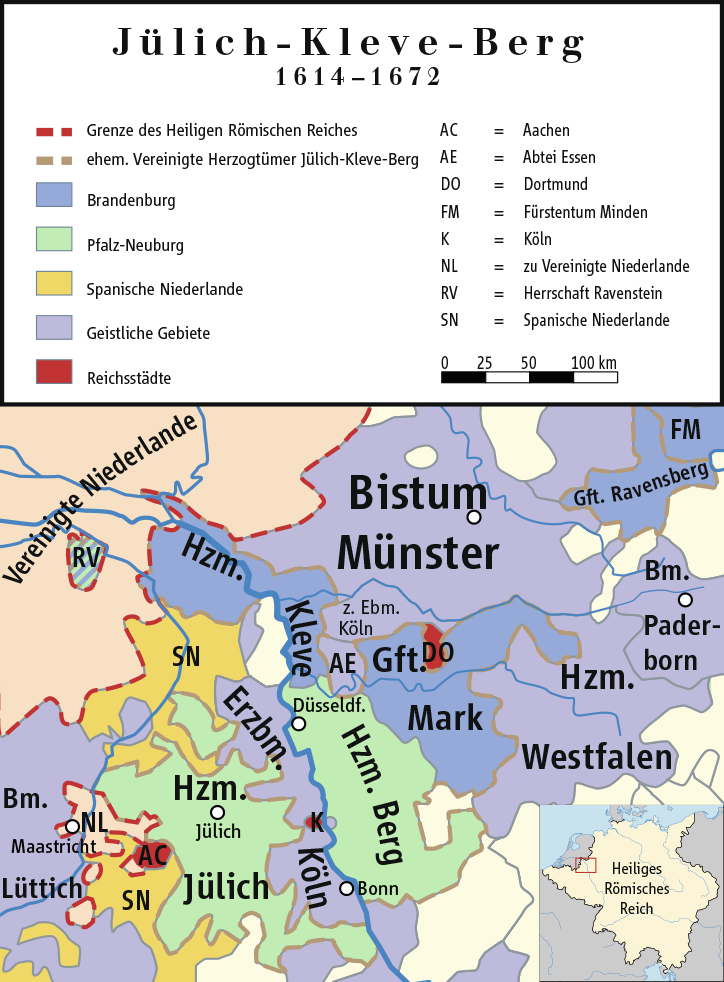
Герцогства Юлих, Клеве и Берг, графство Марк, имперские города Кёльн и Дортмунд

В начале XVII века штюберы распространяются южнее, в Нижний Рейн —  граничащий с Нидерландами регион на территории современной федеральной земли ФРГ Северный Рейн-Вестфалия.

#### Клеве (до 1521 года)
Первые упоминания штюберов в герцогстве Клевском относятся к периоду правления Иоганна I во второй половине XV века. В этот период речь шла сначала о брабантских штюберах, а после — о штюберах как исключительно счётных монетах: один рейнский гульден был равен 20 штюберам. Предполагается, что в этот период Иоганн I не чеканил собственные монеты, а герцогство Клевское входило в монетную систему герцогства Бургундского, чей правитель Филипп Добрый был покровителем Иоганна.
В 1470-х годах в регионе усилилась порча монет. Так, 9 ноября 1473 года был издан мандат, согласно которому стоимость рейнского гульдена повышалась до 22 штюберов. Для того, чтобы и дальше использовать удобный для расчётов курс в 20 штюберов за гульден, в регионе появилась ещё одна счётная единица — так называемый куррентный гульден, равный 20 штюберам. В то время, как курс реальных монет относительно штюбера колебался, стоимость куррентного гульдена снижалась пропорционально снижению доли серебра в штюберах.
В сентябре 1481 года Иоганн I скончался и на престол взошёл его сын Иоганна II. При нём на монетном дворе Клеве (предположительно с 1481 года) и Везеля (с 1485 года) началась чеканка первых нижнерейнских штюберов. Они получили название «лебединых штюберов» (нем. Schwanenstüber) из-за изображённого на аверсе лебедя с расправленными крыльями, державшего в клюве герб Клеве-Марк. Это нехарактерное для монет того периода изображение восходит к местной легенде о Беатрикс, единственной дочери умершего в 711 году графа Дитриха фон Клеве, которая встретила молодого человека, явившегося на судёнышке, которое тянул лебедь (многие источники отождествляют его с Лоэнгрином). Поставив Беатрикс единственное условие — никогда не задавать вопросов о его происхождении, — назвавшийся Элиасом Грайлем молодой человек поддержал её в борьбе против враждебных соседей, женился на ней и стал отцом троих детей. Когда через 22 года Беатрикс нарушила своё обещание, Элиас исчез. Лебедь стал символом клевского замка, получившего прозвище Schwanenschloss (также Schwanenburg, лебединый замок), а со временем появился и на монетах.
Лебединые штюберы чеканились до 1490 года. Наряду с ними в 1489 и 1492 году в Везеле чеканились монеты в 1/2 штюбера (1/40 гульдена). К этому же периоду относятся и не датированные монеты достоинством в 1/6 штюбера (Muter). Также в 1492 году в Клеве были отчеканены монеты в 6 штюберов. Отдельные штюберы чеканились в Клеве и в поздние годы правления Иоганна II — в 1497, 1502 и 1508—1509 годах. В 1500 году в Клеве были отчеканены рестрайки брабантских штюберов Филиппа Красивого (их реверс полностью повторял реверс своего прообраза в то время, как на аверсе располагался гербовый щит Клеве-Марка), однако из-за своего меньшего размера они не пользовались особой популярностью.
Желая увеличить свой доход от чеканки монет, в 1503 году Иоганн II открыл новый монетный двор в Эммерихе. Там в 1503 была продолжена чеканка лебединых штюберов, полуштюберов и мутеров. Ещё одна (последняя) партия лебединых штюберов была отчеканена там в 1507. Как в 1508—1509 года в Эммерихе, как и в Клеве, были отчеканены отдельные штюберы с клевским щитом на аверсе.
Несмотря на многочисленные попытки, Иоганну II так и не удалось долговременный стабилизировать монетное дело в Клеве. В результате около 1510 года он принял решение о вступлении в рейнский монетный союз (Kurrheinischer Münzverein). На этом чеканка штюберов была временно прекращена. Находившиеся в обороте штюберы при этом не были запрещены, а продолжали своё хождение. Так, брабантские штюберы и клевские штюберы, отчеканенные по брабантской монетной стопе, считались равными 1/28 гольдгульдена. 28 штюберов были равны 26 [радер]альбусам
Стремясь уравновесить союз Бургундии с Габсбургами, Иоганн II женил своего старшего сына Иоганна (будущий Иоганн III) на единственной дочери герцога Юлих-Бергского Вильгельма. После смерти Вильгельма в 1511 году Иоганн III унаследовал герцогство Юлих-Берг, а после смерти отца в 1521 году стал править объединённым герцогством Юлих-Клеве-Берг.

#### Юлих-Клеве-Берг
В 1609 году  скончался , не оставив наследников,  внук Иоганна III, герцог Юлих-Клеве-Бергский Иоганн Вильгельм I. На освободившиеся престолы герцогств Юлих, Клеве и Берг, графств Марк и Равенсберг и поместья Равенштейн претендовали сразу несколько сторон — мужей и детей сестёр Иоганна Вильгельма. Два сильнейших претендента во вспыхнувшей в регионе Войне за клевское наследство — курфюрст Бранденбурга Иоганн III Сигизмунд и сын пфальцграфа Нойбурга Вольфганг Вильгельм — захватили практически всю территорию герцогства. Бранденбург контролировал Клеве и Марк, а Пфальц-Нойбург — Юлих и Берг. В это время император Священной Римской империи Рудольф II отправил в Юлих-Клеве-Берг туда имперского комиссара эрцгерцога Леопольда со спешно набранной армией, который должен был обеспечить императорское правление в регионе до полного разрешения конфликта. Леопольд занял Юлих — сильнейшую крепость региона. Оба претендента, не желая усиления Габсбургов в регионе, подписали 1609 году Дортмундское соглашение по которому обязались совместно управлять спорным наследством и совместными усилиями, при помощи войск Франции и Нидерландов уже в сентябре 1610 года отбили крепость. Однако их союз оказался недолговечным. Раскол между бывшими союзниками начался с разногласий по мелким спорным вопросам и радикально усилился из-за разногласий по религиозным вопросам — если исходно оба князя придерживались лютеранства, то позже  Вольфганг Вильгельм перешёл в католичество, а курфюрст Браденбургский принял реформатскую веру.
Князья-захватчики (лат. principes possidentes, нем. possidierende Fürsten), сражавшиеся как против императора, так и друг с другом, в 1609—1640 годах чеканили штюберы в огромных количествах. Это привело к тому, что штюберы сначала составили конкуренцию, а затем и вытеснили рейнский альбус. Чеканка для Клеве производилась в Эммерихе, до Юлих-Берга — в Хёйссене и Мюльхайме, для графства Марк — в Билефельде. Почти все эти штюберы выглядели одинаково — гербовый щит на одной стороне и нидерландский крест — на другой. Только на монетах, отчеканенных в Мюльхайме, на обратной стороне вместо нидерландского креста был изображен имперский орел.

#### Юлих-Берг
Тридцатилетняя война (1618—1648) привела к значительному ухудшению качества монет. Стоимость штюбера составляла 4 пфеннига или 2 дуита и по номиналу соответствовала одному гроуту. Тем не менее штюбер продолжал распространяться в прирейнских регионах. В этот период он вытеснил и шиллинги — курфюрст Бранденбургский чеканил для своих клевско-маркских шиллинги, равные 6 штюберам (хотя в графстве Марк шиллинг и штюбер были тождественными понятиями).

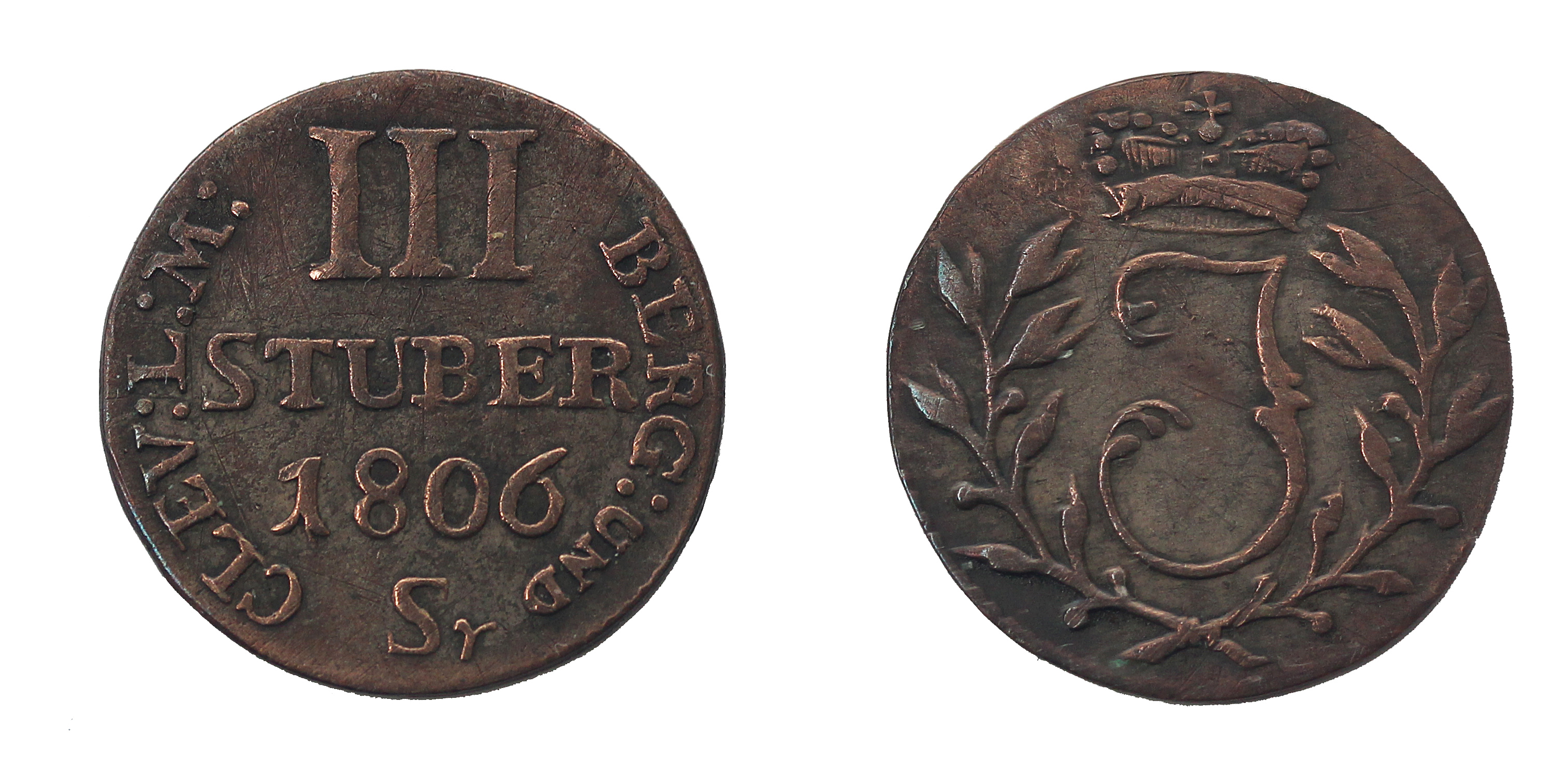
3 штюбера Великого герцогства Берг (под властью маршала Франции Иоахима Мюрат, 1806)

Около 1736 года пфальцграф Нойбурга Карл III Филипп официально ввёл в обращение штюберы в Берге. Несмотря на последующий переход территории герцогства Юлих-Берг к герцогству Пфальц-Зульцбах и позже к Баварии, они оставались основной мелкой монетой в регионе. В 30-х годах XVIII века чеканку медных штюберов начало архиепископство Кёльнское. Королевство Пруссия, в состав которого вошло герцогство Клевское, возобновило чеканку штюберов с 1751 по 1764 год — причём чеканились как монеты крупных, так и дробных номиналов. К этому периоду относится чеканка в Кёльне, Пруссии (Клеве), Юлих-Берге, и Вид-Рункеле большого количества медных монет достоинством в 1/4 штюбера для последующей торговли в нижнерейнском регионе. Монеты достоинством 1/4 штюбера в 1752—1756 и 1758—1760 годах также чеканил свободный имперский город Дортмунд. Наибольшего разнообразия номиналы штюберов достигли в середине XVIII века в регионе между Зигом и Ланом (графства Зайн-Альтенкирхен, Верхний и Нижний Вид).
В начале XIX века после захвата прирейнского региона войсками Наполеона на его территории было образовано великое герцогство Берг — вассальное государство Франции, правителем которого был назначен муж сестры Наполеона Иоахим Мюрат. При нём в 1806—1807 годах продолжалась чеканка штюберов старого образца — с использованием в монограмме его инициала (J) в окружении лавровых ветвей вместо окружённых гирляндой инициалов MJ короля Баварии Максимилиана Иосифа. После Наполеоновских войн Рейнская область перешла под власть Пруссии, после чего прусское правительство полностью прекратило выпуск штюберов.

### Рестрайки и последующее использование
В 1924 года наименование «штюбер» предлагалось для обозначения 1/100 нового австрийского шиллинга. Во время первого чтения законопроекта 26 декабря 1924 года министр финансов Якоб Арер мотивировал данный выбор тем, что против использования других наименований существуют серьёзные возражения:
- название «геллер» уже использовалось для обозначения 1/100 австрийской кроны, а учитывая предполагающееся параллельное хождение шиллингов и крон, совпадение названий значительно усложняло бы расчёты;
- «пфенниг» был разменной монетой в соседней Германской империи;
- против варианта «грош» (Groschen), лишенного этих недостатков, свидетельствовало то, что с нумизматической точки зрения подобным термином обозначались монеты достоинством значительно выше предполагаемой 1/100 шиллинга.

В ходе дебатов было отмечено, что в Австрии термин «штюбер» не известен никому за пределами узкого круга специалистов. В результате законопроект был перенаправлен в финансово-бюджетный комитет, который в своём отчёте от 18 декабря отметил, что согласно внесённой поправке слово «штюбер» было заменено словом «грош». В таком виде законопроект и был принят во втором и третьем чтении 20 декабря.